# Matthias Aebischer

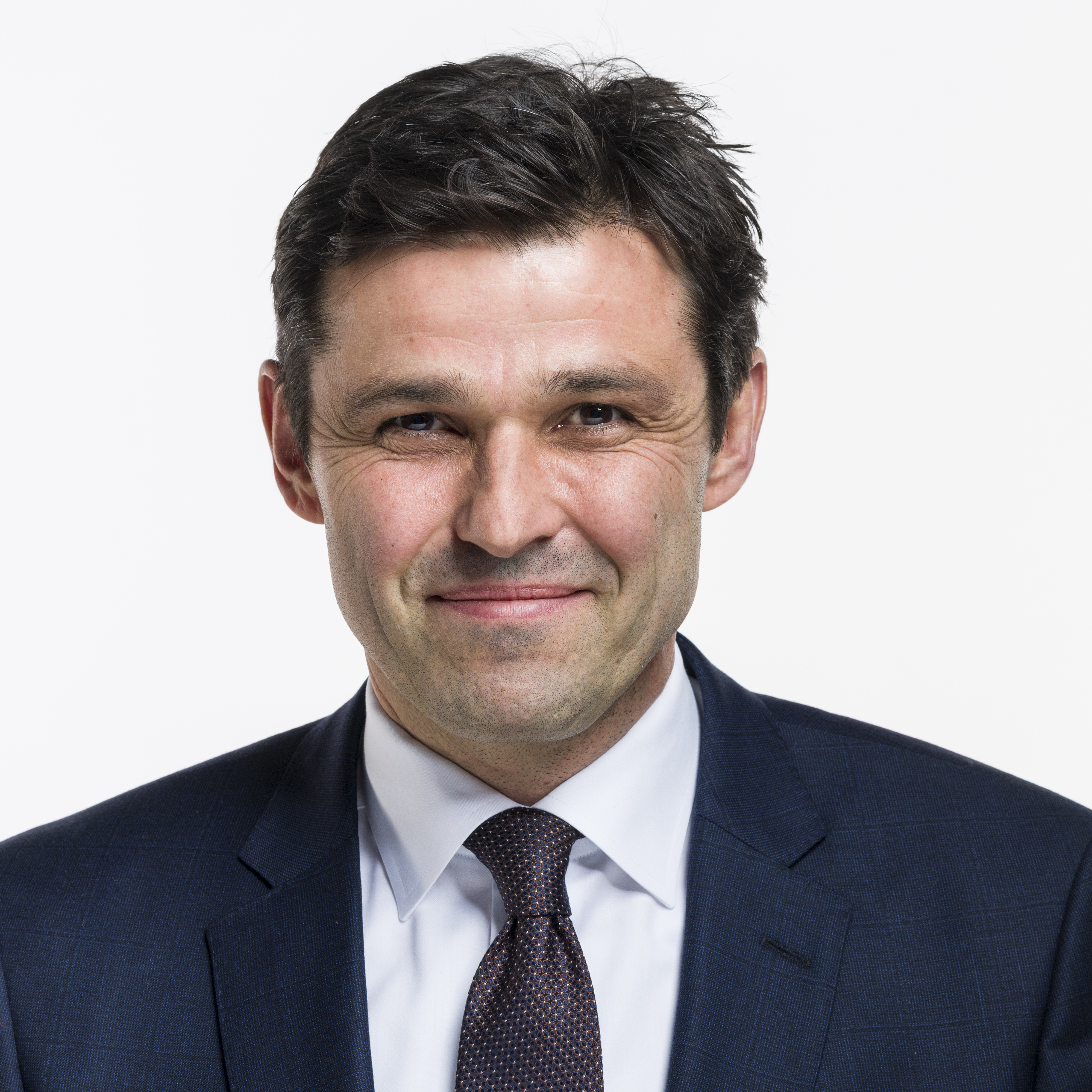
Matthias Aebischer (2019)

Matthias Aebischer (* 18. Oktober 1967 in Schwarzenburg; heimatberechtigt in Guggisberg) ist ein Schweizer Journalist, Moderator und Politiker (SP). Von 2011 bis 2025 war er Mitglied des Nationalrats. 2024 wurde er in den Gemeinderat der Stadt Bern gewählt und steht dort seit Anfang 2025 der Direktion für Tiefbau, Verkehr und Stadtgrün (TVS) vor.

## Leben
Matthias Aebischer hat in Schwarzenburg die Schulen besucht und in Bern das staatliche Lehrerseminar absolviert. Von 1988 bis 1990 arbeitete er als Lehrer in Ligerz. 1990 begann er seine journalistische Tätigkeit beim damaligen Radio Förderband, ab 1992 beim Schweizer Radio DRS. Von 1994 bis 1999 arbeitete er auf der Sportredaktion des Schweizer Fernsehens. Von 1999 bis 2006 war er als Redaktor und Moderator bei der Tagesschau und beim Kassensturz tätig. Vom 1. August 2006 bis zum 20. Januar 2009 moderierte er die Diskussionssendung Club. Bis 2011 arbeitete er erneut als Reporter für die Tagesschau. Weil er sich als Kandidat für die Nationalratswahlen 2011 aufstellen liess, musste er seine Tätigkeit beim Schweizer Fernsehen beenden.
Aebischer präsidiert mehrere Vereine und Stiftungen. So ist er unter anderem Präsident des Schweizerischen Weiterbildungsverbandes (SVEB), des Dachverbandes der Schweizerischen Film- und Audiovisionsbranche Cinésuisse und seit dem 11. Dezember 2013 des Stiftungsrates Stockalperturm im Wallis. Vom 1. Januar 2012 bis am 28. März 2025 präsidierte er die Laufsportveranstaltung Grand Prix von Bern und von 2017 bis 2024 die Interessengemeinschaft Pro Velo Schweiz.
Aebischer war zudem vom Frühjahrssemester 2001 bis zum Frühjahrssemester 2015 Lehrbeauftragter im Bereich Medien und Kommunikation an der Universität Freiburg.
Er ist mit der Zürcher GLP-Ständerätin Tiana Angelina Moser liiert, mit ihr hat er eine Tochter. Aus einer geschiedenen Ehe hat er eine Tochter sowie zwei weitere Töchter aus einer früheren Beziehung. Er lebt im Berner Marziliquartier.

## Politik
Aebischer wurde am 23. Oktober 2011 im Kanton Bern in den Nationalrat gewählt. Bei den Wahlen 2015, 2019 und 2023 wurde er jeweils für weitere vier Jahre wiedergewählt. Er war während seiner gesamten Amtsdauer Mitglied der Gerichtskommission der Vereinigten Bundesversammlung (Präsident 2021 bis 2023) und mit einem kurzen Unterbruch Mitglied der Kommission für Wissenschaft, Bildung und Kultur (Präsident 2013 bis 2015). Zudem war er zeitweise Mitglied der Kommission für Verkehr und Fernmeldewesen, der Kommission für Rechtsfragen und der Geschäftsprüfungskommission.
Am 14. September 2023 kündigte Aebischer seine Kandidatur für die Bundesratswahl 2023 an, als Nachfolger für Alain Berset. Die SP-Bundeshausfraktion entschied sich für den Wahlvorschlag Beat Jans und Jon Pult.
Am 24. November 2024 wurde er als Nachfolger von Michael Aebersold in den Gemeinderat der Stadt Bern gewählt. Per 3. März 2025 trat er aus dem Nationalrat zurück. Als Nachfolger rückte Ueli Schmezer für ihn nach. Seit dem 1. Januar 2025 steht Aebischer der Direktion für Tiefbau, Verkehr und Stadtgrün der Stadt Bern vor.

## Schriften
- TV machen. Minihandbuch für angehende Journalistinnen und Journalisten. Selbstverlag, Bern 2004, ISBN 3-033-00140-8.